# Alte Nationalgalerie

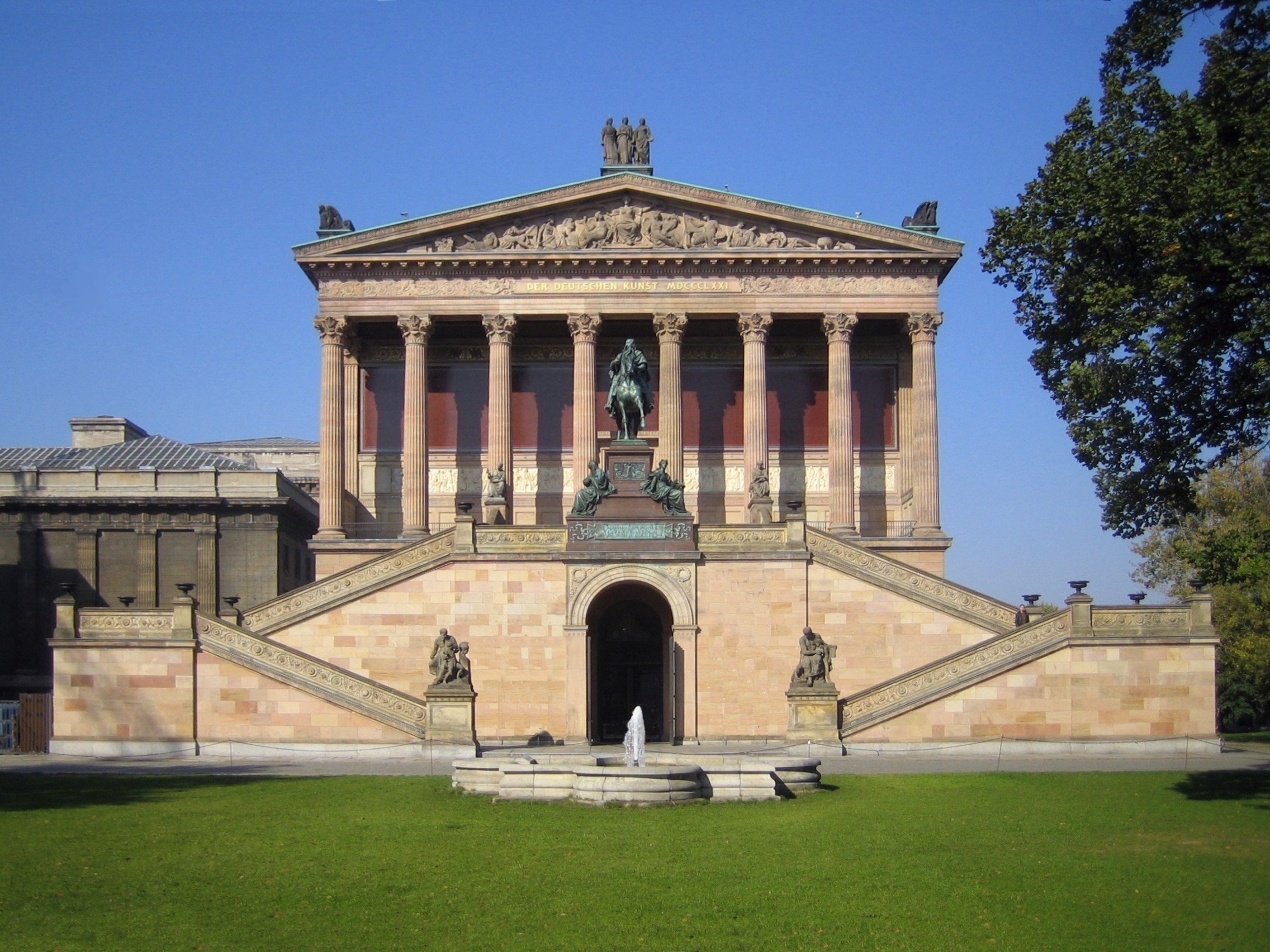
Ansicht der Alten Nationalgalerie vom Kolonnadenhof (2005)

Die Alte Nationalgalerie im Berliner Ortsteil Mitte gehört zum Bauensemble der Museumsinsel und damit zum Weltkulturerbe der UNESCO. Im Auftrag König Friedrich Wilhelms IV. ab 1862 von Friedrich August Stüler geplant, wurde sie bis 1876 von Johann Heinrich Strack im Stil des Klassizismus und der Neorenaissance ausgeführt. Aktuell beheimatet sie Gemälde und Skulpturen des 19. Jahrhunderts aus der Sammlung der Nationalgalerie. Auf der Freitreppe befindet sich das von Alexander Calandrelli geschaffene Reiterstandbild Friedrich Wilhelms IV.
Im Jahr 2019 verzeichnete die Alte Nationalgalerie 376.000 Besucher.

## Beschreibung

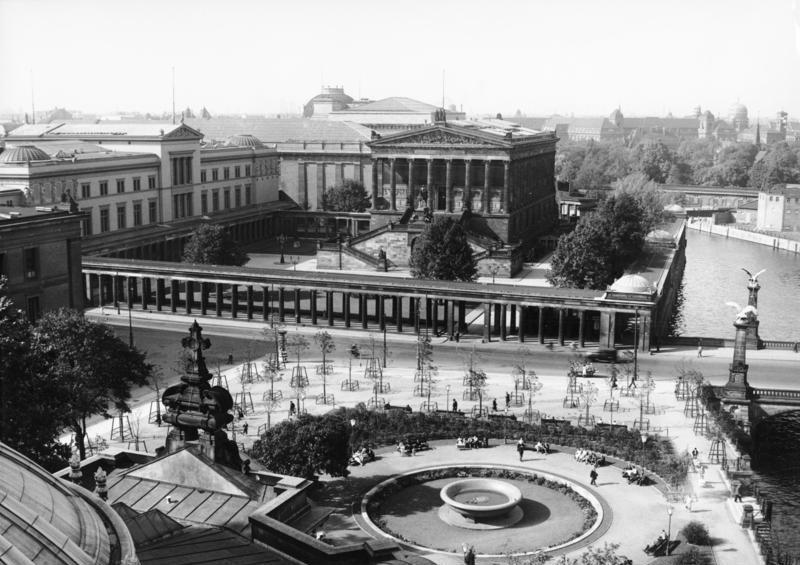
Blick vom Berliner Dom auf die Nationalgalerie, links das Neue Museum, 1938

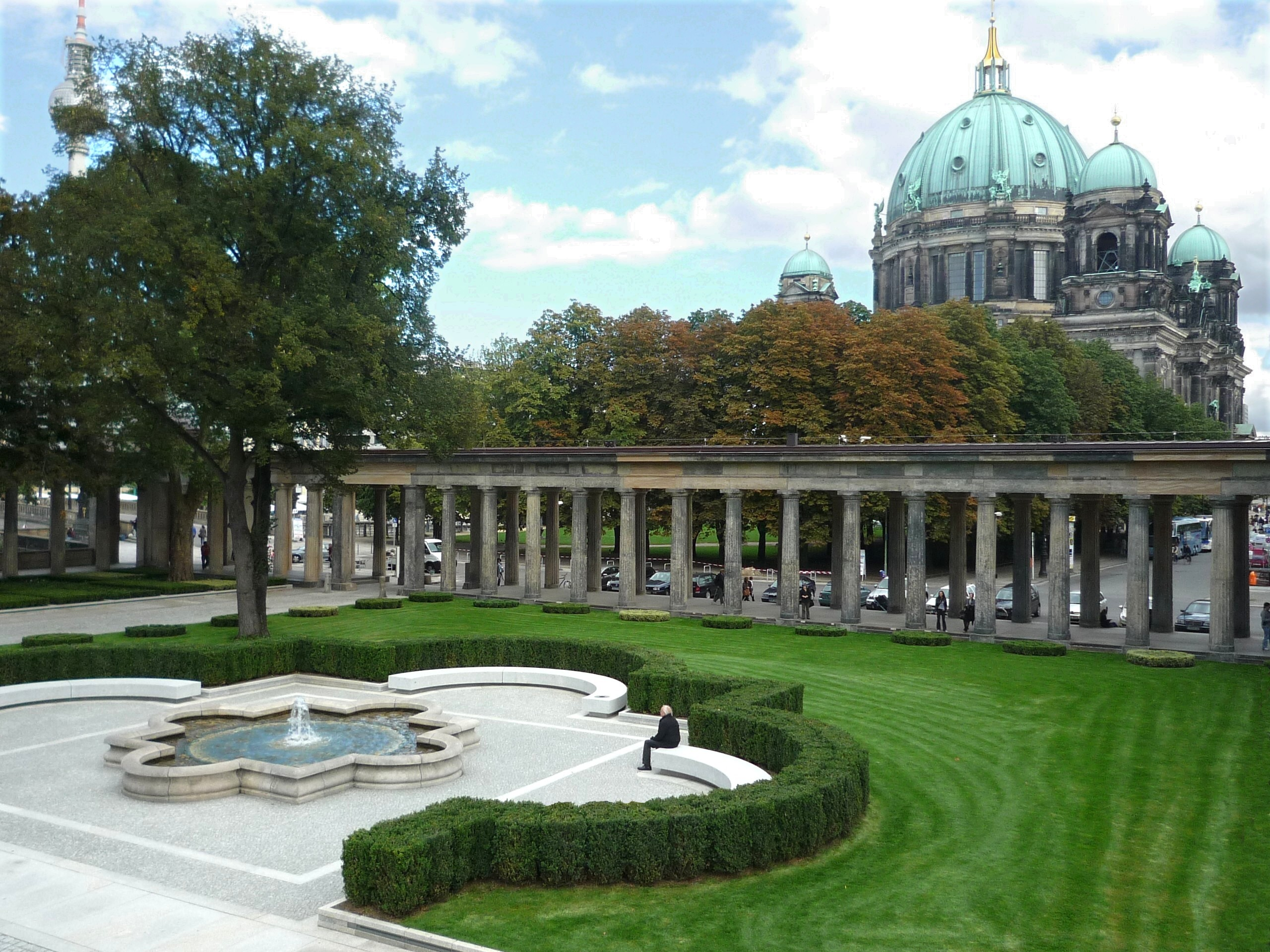
Blick von der Alten Nationalgalerie in den Kolonnadenhof, rechts der Dom

### Lage
Die Alte Nationalgalerie bildet zusammen mit dem Alten Museum, dem Neuen Museum, dem Bode-Museum, dem Pergamon-Museum, der James-Simon-Galerie, dem Berliner Dom und dem Lustgarten den Komplex der Berliner Museumsinsel. Sie liegt in der Mitte der Insel, zwischen den Gleisen der Berliner Stadtbahn und der Bodestraße, am östlichen Ufer. Im Westen schließt sich das Pergamon-Museum an, im Süden das Neue Museum, das Alte Museum und der Berliner Dom.

### Architektur

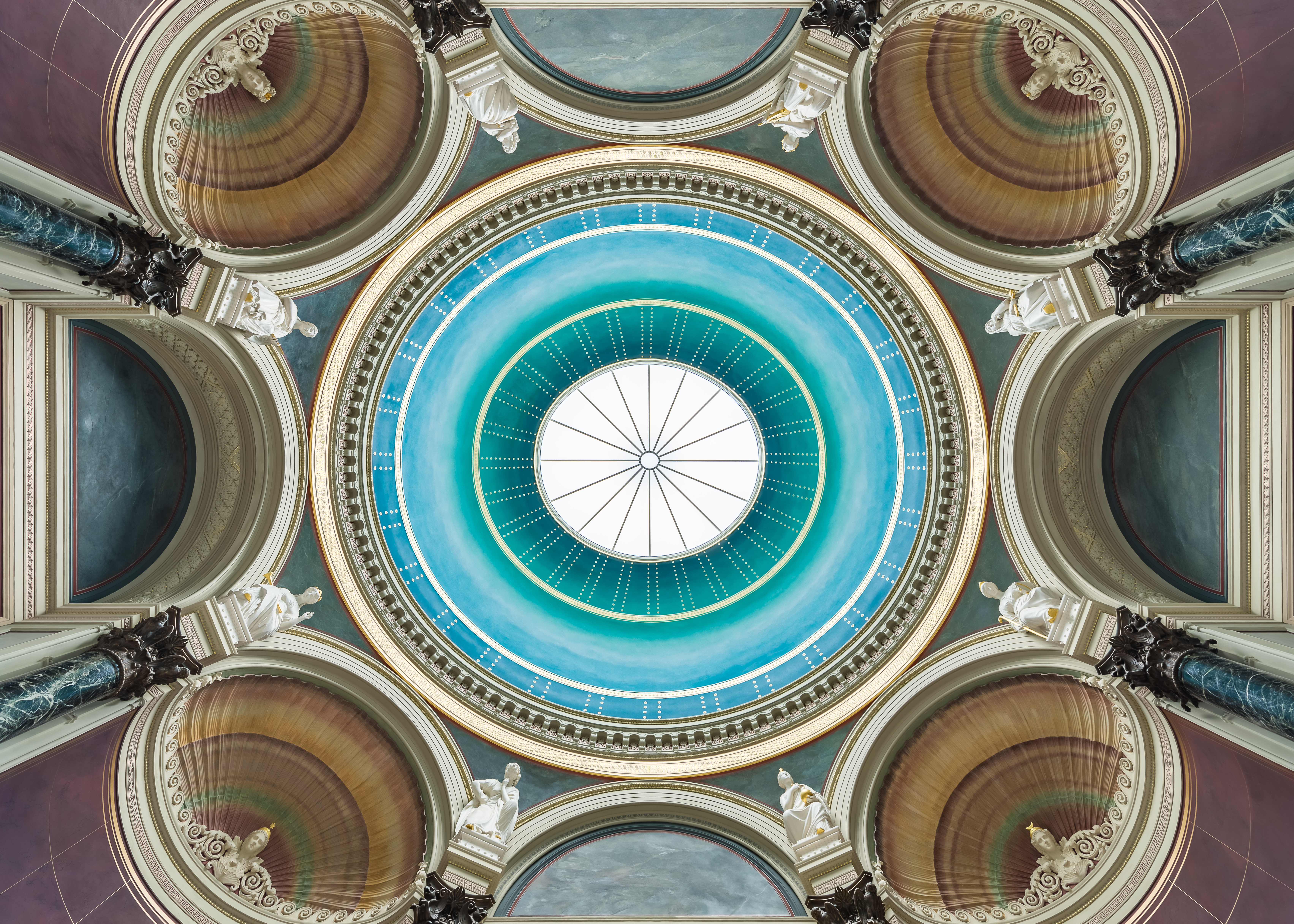
Kuppel im ersten Obergeschoss

Das Gebäude der Alten Nationalgalerie vereinigt architektonische Elemente verschiedener Gebäudetypen. Die Giebelfassade und die umlaufenden Halbsäulen sind einem Tempel entlehnt, das monumentale Treppenhaus einem Schloss oder Theater und die angehängte Apsis einer Kirche. In dieser Kombination sollte das Gebäude architektonisch die Einheit von Nation, Geschichte und Kunst verdeutlichen. Die Alte Nationalgalerie war neben der Freitreppe früher auch ebenerdig über eine Kutschendurchfahrt zu erreichen. Auf der Freitreppe befindet sich das bronzene Reiterstandbild Friedrich Wilhelms IV. mit den Sockelfiguren „Religion“, „Kunst“ (Poesie), „Geschichte“ (Historie) und „Philosophie“, geschaffen 1875 bis 1886 von Alexander Calandrelli nach einem Entwurf von Gustav Blaeser.
Das Sockelgeschoss sorgt mit der ersten Ausstellungsetage im rustizierten Sockel für die gewünschte Höhenwirkung des Tempels. Über dieser liegt die zweite, noblere Ausstellungsetage. Dieses wird an der Fassade durch aufgesetzte Halbsäulen angedeutet. Zudem haben beide Etagen hohe Fenster, die ebenfalls die Fassade mitprägen. Das dritte Ausstellungsgeschoss ist hingegen nicht an der Fassade zu erkennen. Durch eine Glasdecke erhält diese Etage Tageslicht. Die Fassade und die Außentreppe bestehen aus Nebraer Sandstein (Trias); die Kolonnaden aus schlesischem Sandstein und Elbsandstein (beide aus der Kreidezeit). Stilistisch steht das Gebäude zwischen dem ausgehenden Berliner Spätklassizismus und der beginnenden Neorenaissance. Das Äußere des Museums blieb im ursprünglichen Zustand erhalten, während die Innenräume mehrmals bei Renovierungsarbeiten und Umbauten verändert und den Anforderungen der Ausstellung angepasst wurden.

## Geschichte

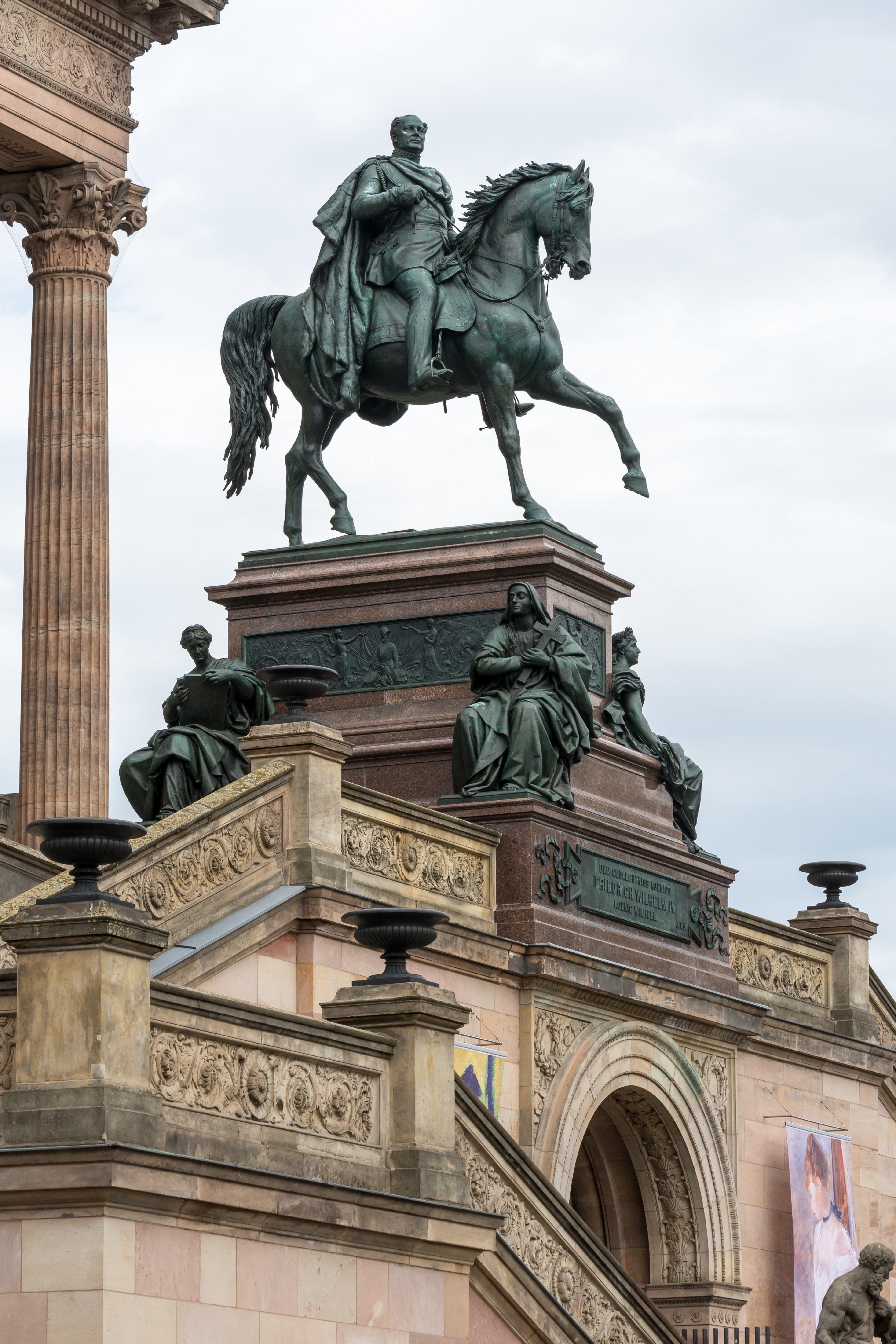
Reiterstandbild Friedrich Wilhelms IV. auf der Freitreppe

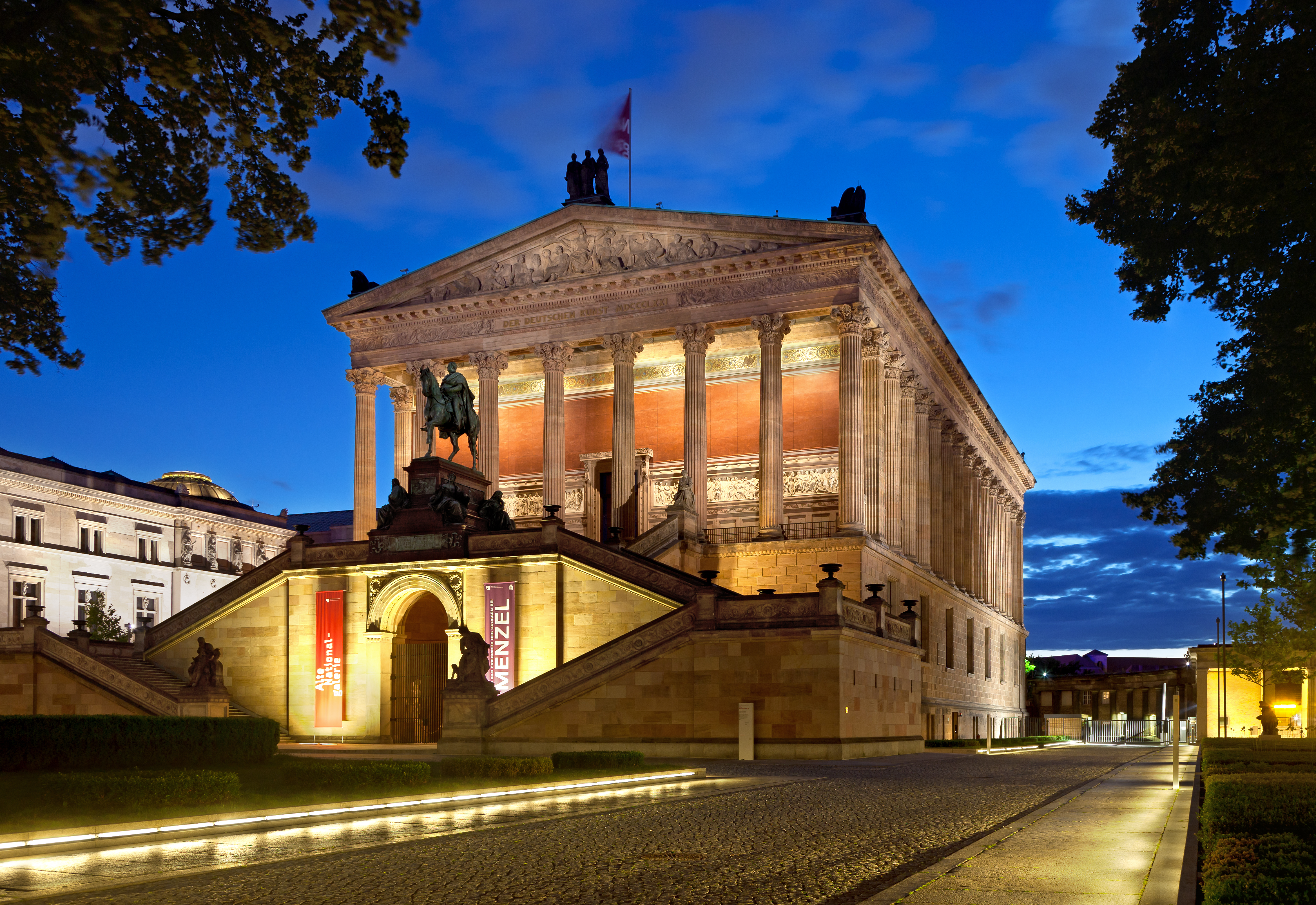
Nachtansicht der Alten Nationalgalerie von Südosten

### Entstehung
Bereits 1797 hatte Friedrich Gilly einen Tempel mit Kolonnaden für ein Denkmal zu Ehren Friedrichs des Großen geplant. Damit beeinflusste er allgemein die Architektur in Berlin und speziell die seines Schülers Karl Friedrich Schinkel. Dieser träumte davon, eine Gruppe von Tempelbauten in einer Landschaft zu realisieren. Kronprinz Friedrich Wilhelm IV. von Preußen, der Architekturschüler und Gesprächspartner Schinkels war, fertigte davon inspiriert erste Skizzen an, die die Grundlagen für das Gebäude der Alten Nationalgalerie bildeten.
Die ersten Ideen, eine Nationalgalerie einzurichten, entstanden um das Jahr 1815 und verstärkten sich in den 1830er Jahren. Sie beinhalteten jedoch kein eigenes Gebäude. 1841 kamen die ersten konkreten Pläne auf, die Nationalgalerie einzurichten, wurden in der Folge jedoch nicht verwirklicht. In diesem Jahr gab es auch einen Plan durch Friedrich August Stüler, der nördlich des Alten Museums einen Tempelbau vorsah. Er geriet jedoch nicht über die Vorstufe hinaus und wurde nicht weiter konkretisiert.
1861 starb der Bankier Joachim Heinrich Wilhelm Wagener. Er hinterließ eine umfangreiche Gemäldesammlung als Schenkung an den König Wilhelm I. von Preußen, verbunden mit dem Wunsch, die Sammlung solle „ungetrennt erhalten“ und „hier in Berlin in einem geeigneten Lokale aufgestellt und allen Künstlern und Kunstfreunden stets zugänglich gemacht“ werden. Wilhelm I. nahm die Schenkung an. Damit war der Grundstock für die Ausstattung einer Nationalgalerie vorhanden. Wilhelm I. ließ nun in der Tradition seines Vorgängers den Schüler Schinkels, Friedrich August Stüler, weiter an den Plänen arbeiten. Die Gemäldesammlung Wagener wurde einstweilen bis 1876 als Wagenersche und Nationalgalerie in den Räumen der Akademie der Künste Unter den Linden der Öffentlichkeit gezeigt.

### Planung und Bau
Friedrich August Stüler begann 1862 mit den Planungen des Gebäudes der Nationalgalerie. Die Planung Stülers beinhaltete 1862 noch die Akademie der Künste und Künstlerateliers. In der Folge wurden die Pläne weiter überarbeitet, jedoch waren in ihnen schon die Grundzüge des später verwirklichten Gebäudes zu erkennen. Dieses sollte vor allem eine Galerie beherbergen, in der zeitgenössische Kunst gezeigt werden sollte. Zwei Jahre später legte Stüler den dritten Plan vor, der auch genehmigt wurde. 1865, nachdem Stüler verstorben war, wurde dieser von Carl Busse weiter in den Details ausgearbeitet.
Stüler und, nach dessen Tod, sein Nachfolger Johann Heinrich Strack planten viele der Details des Bauwerkes in großer Ausführlichkeit. So wurden beispielsweise bei der Planung des Gesims die Profilierung, die Wirkung von Licht und Schatten, das Volumen, die Linien, das Material und die Farbe sehr genau aufeinander abgestimmt. Die Ausführungszeichnungen geben dabei jedes Maß und auch die Fertigungstechnik an. Ein weiteres Beispiel für die genaue Planung sind die Türen, welche von Etage zu Etage variierten. Das Türblatt und die Laibung wurden mit vielen kleinen Elementen variiert, auch wenn es nur Entwürfe für sekundäre Räume des Museums waren.
1866 gründete sich nach einer Königlichen Kabinetts-Ordre die Kommission für den Bau der Nationalgalerie, welche den Bau begleiten sollte. Nachdem ältere Baulichkeiten, die sich auf dem Gelände befanden, darunter das alte Orangerie-Haus und das sogenannte Welpersche Badehaus abgetragen worden waren, erfolgte 1867 die Grundsteinlegung und damit der Baubeginn.
Der Bau fand unter der Leitung von Johann Heinrich Strack statt. Der Dachstuhl wurde 1872 vollendet und der Innenausbau begann. Hierzu gehörten zwei Oberlichtsäle, in denen großformatige Kartons mit Historien von Peter von Cornelius ausgestellt werden sollten. Den Auftrag zur Ausmalung dieser Säle mit Deckenbildern erhielten 1874 Eduard Bendemann und sein Schüler Peter Janssen der Ältere. Die Eröffnung des Museumsgebäudes fand am 22. März 1876 im Beisein des Kaisers statt. Das Gebäude wurde aufgrund der modernen Eisenkonstruktionen und gemauerter Decken als feuersicher gelobt. Zusammen mit der großflächigen Dachverglasung, die erst seit kurzer Zeit möglich war, bildete das Museum den Stand des bautechnisch Möglichen ab.

### Deutsches Kaiserreich und Weimarer Republik
Von 1874 bis 1895 war der erste Direktor der Berliner Nationalgalerie Max Jordan. Von 1896 bis 1908 war Hugo von Tschudi Direktor der Nationalgalerie Berlin. Am 2. November 1909 wurde Ludwig Justi als Nachfolger Hugo von Tschudi zum Direktor der Nationalgalerie Berlin ernannt. In der Weimarer Republik tobte der Berliner Museumskrieg unter Justi.

### Diktaturen, Zerstörung und Wiederaufbau
Nach der Machtergreifung Adolf Hitlers im Jahre 1933 wurde Ludwig Justi als Direktor der Nationalgalerie abgesetzt. Ihm folgte Eberhard Hanfstaengl, der bis 1937 den Posten innehatte. Auch er plante weitere Museumsumgestaltungen und ließ mehrere Umbauarbeiten durchführen. Sein Nachfolger war Paul Ortwin Rave, der bis 1950 Direktor blieb. Als im September 1939 der Zweite Weltkrieg begann, wurde die Nationalgalerie geschlossen.
Während des Zweiten Weltkrieges wurde das Gebäude der Nationalgalerie durch Bombenangriffe, Beschuss und Erdkämpfe gegen Kriegsende schwer beschädigt. Es ist bis heute nicht geklärt, welche Kunstwerke in dieser Zeit zerstört wurden und welche als Beutekunst in die Sowjetunion gelangten. Die Museumsinsel lag nun im Sowjetischen Sektor Berlins.
Schon 1945 gab es erste Bemühungen, Geld für den Wiederaufbau des Gebäudes der Nationalgalerie zu erhalten. Justi übernahm 1946 als Generaldirektor die Leitung der ehemaligen Staatlichen Museen. 1947 begannen die Enttrümmerungsarbeiten, 1948 der Wiederaufbau. Am 18. Juni 1949 wurde die Nationalgalerie mit der Ausstellung „Deutsche Kunst von der Goethezeit bis zur Schwelle der Gegenwart“ in Teilen des Gebäudes wieder eröffnet. Bis 1955 waren alle Schauräume wiederaufgebaut. In ihnen wurden die Kunstwerke des 19. Jahrhunderts zusammen mit zeitgenössischer Kunst ausgestellt. Die übrigen Wiederherstellungsarbeiten am Gebäude konnten bis 1966 abgeschlossen werden.
In dem Spionagefilm Der zerrissene Vorhang (1966) des Regisseurs Alfred Hitchcock wurde das Museum Schauplatz einiger wesentlicher Szenen, allerdings lediglich als Attrappen, da man keine Drehgenehmigung erhielt.
Im Zuge der Deutschen Teilung wurde auch die Sammlung der Nationalgalerie entsprechend den Auslagerungsorten zwischen Ost und West geteilt. So wurden bedeutende Werke in West-Berlin anfangs in der Orangerie des Schloss Charlottenburg und ab 1968 in der Neuen Nationalgalerie ausgestellt, einem Neubau am Kulturforum. 1986 wurde ein Teil der Ausstellung als Galerie der Romantik in das Schloss Charlottenburg verlegt.

### Wiedervereinigung und Sanierung
Nach der Deutschen Wiedervereinigung wurde die zuvor zwischen Ost und West aufgeteilte Sammlung wieder zusammengeführt, die Werke aus dem 19. Jahrhundert kehrten auf die Museumsinsel zurück. Die zuvor in Ost-Berlin liegende Nationalgalerie wurde nun Alte Nationalgalerie genannt – die Neue Nationalgalerie im ehemaligen West-Berlin war bereits 1968 eröffnet worden.
Obwohl seit den 1980er Jahren geplant, war es zu DDR-Zeiten nicht zur nötigen Generalinstandsetzung gekommen. Nur unaufschiebbare Arbeiten und kleinere Restaurierungen waren durchgeführt worden. Nach der Deutschen Wiedervereinigung wurden die bereits existierenden Planungen zur Generalsanierung 1990 einer Revision unterzogen und in die Überlegungen über ein Museumskonzept aller Staatlichen Museen zu Berlin miteinbezogen. Sie wurden größtenteils bestätigt, jedoch den modernsten technischen Möglichkeiten angepasst. Im folgenden Jahr wurde die äußerste Dringlichkeit der Sanierung festgestellt.
Ab 1992 wurden Restaurierungs- und Sanierungsarbeiten außen am Gebäude vorgenommen. Die Neugestaltung des Eingangsbereichs, der Einbau zweier Säle für die Werke von Caspar David Friedrich und Karl Friedrich Schinkel sowie die Integration der nach heutigem Stand erforderlichen Haustechnik waren die wichtigsten Aufgaben im Rahmen der Generalsanierung, für die der deutsche Architekt HG Merz verantwortlich zeichnete. 1998 schloss das Museum für die Arbeiten im Inneren des Gebäudes. Am 2. Dezember 2001 wurde die Alte Nationalgalerie als erstes Gebäude der Museumsinsel wiedereröffnet.
Nach Bernhard Maaz (2003–2009) und Philipp Demandt (2012–2016) leitete von Mai 2017 Ralph Gleis das Haus. Seit Juni 2022 führte Ralph Gleis die seither eigenständige Alte Nationalgalerie mit der Friedrichswerderschen Kirche als Direktor. Zum 1. März 2025 übernahm die vormalige Leiterin der Kieler Kunsthalle Anette Hüsch als Nachfolgerin von Ralph Gleis, der an die Albertina in Wien wechselte.

## Sammlungen

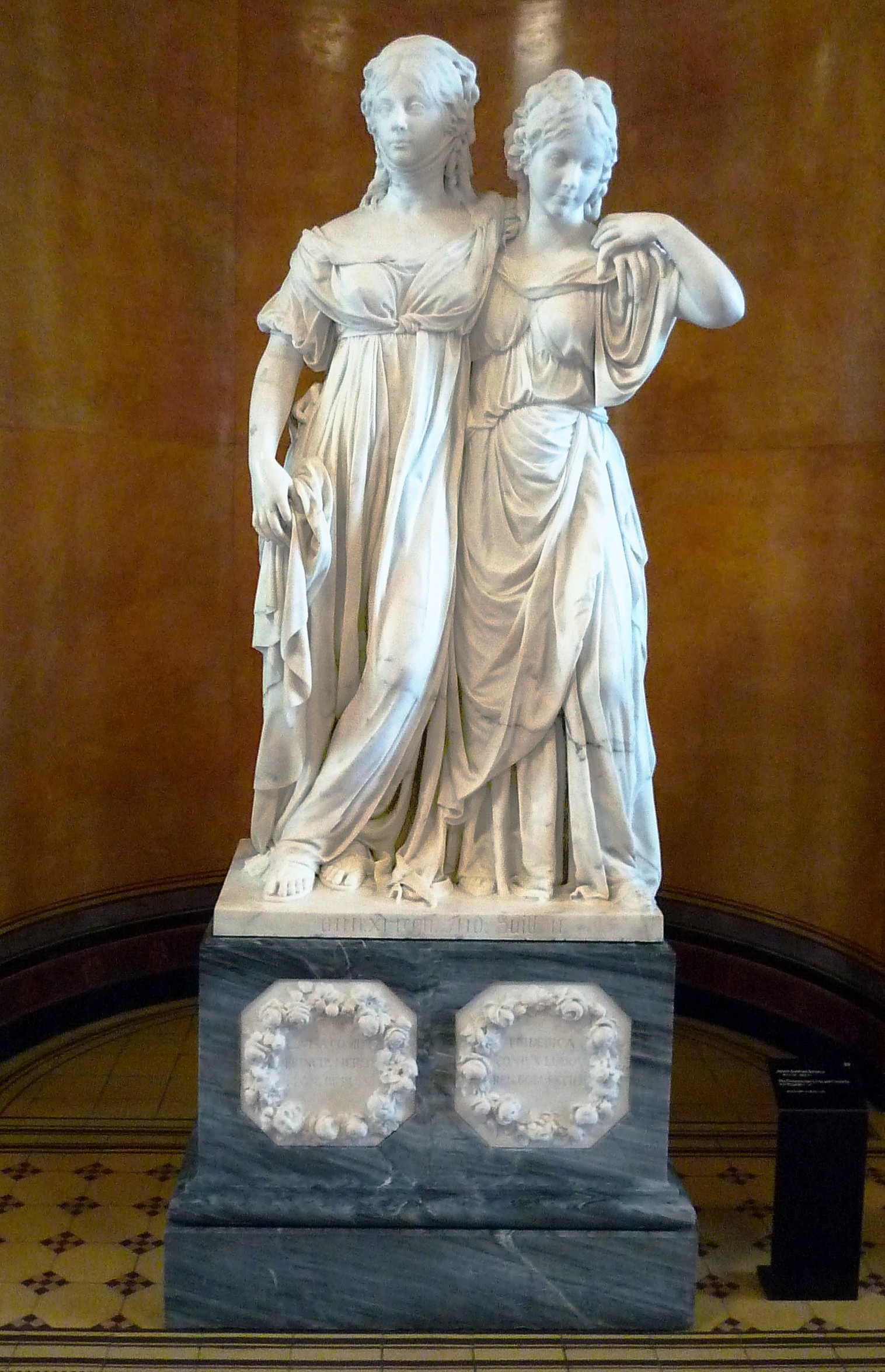
Die berühmte Prinzessinnengruppe von Johann Gottfried Schadow (1795–1797)

### Frühere Sammlungen
Als erster Museumsdirektor hatte 1874 Max Jordan sein Amt angetreten. Zur Eröffnung im Jahr 1876 war die Nationalgalerie nur mit relativ wenigen Werken ausgestattet. Den Grundstock bildete die Sammlung des Bankiers Joachim Heinrich Wilhelm Wagener, bestehend aus 262 Gemälden deutscher und ausländischer Künstler, die zuvor in den Räumen der Akademie der Künste untergebracht war. Neben der Gemäldesammlung Wageners wurde anfangs nur eine Kollektion von Kartons von Peter von Cornelius gezeigt, die dem preußischen Staat hinterlassen worden waren und die dieser nun würdig unterbringen wollte. Der Auftrag der Nationalgalerie bestand darin, moderne, anfangs hauptsächlich preußische Kunst zu sammeln, da Berlin zu diesem Zeitpunkt über kein Museum für zeitgenössische Kunst verfügte.
1896 übernahm Hugo von Tschudi als Nachfolger von Max Jordan das Amt des Museumsdirektors. Tschudi erwarb impressionistische Kunst für die Nationalgalerie. Dabei riskierte er den Konflikt mit dem Kaiser, da die Ausrichtung der Nationalgalerie auf deutsche Kunst damit aufgehoben wurde.
Nachdem Ludwig Justi 1909 Tschudis Nachfolger geworden war, erweiterte er die Sammlung um expressionistische Kunstwerke. Die moderne Kunst stellte Justi nach der Novemberrevolution im Kronprinzenpalais aus. Seither wurde zwischen der Nationalgalerie I und der Nationalgalerie II unterschieden.

### Heutige Sammlungen
Die Alte Nationalgalerie zeigt die wichtigsten Werke des 19. Jahrhunderts aus der Sammlung der Nationalgalerie Berlin. Im ersten Ausstellungsgeschoss empfängt die Besucher die sogenannte Prinzessinnengruppe, ein Doppelstandbild, geschaffen von Johann Gottfried Schadow. Darüber hinaus werden weitere klassizistische Skulpturen ausgestellt und „Wege des Realismus“ gezeigt, darunter auch Plastiken von Christian Daniel Rauch, Antonio Canova und Ridolfo Schadow, Gemälde von John Constable, Gustave Courbet und der Schule von Barbizon sowie – in der hinteren Querhalle und den Apsiskabinetten – die Gemälde Adolph Menzels wie Das Balkonzimmer (1845), das Flötenkonzert Friedrichs des Großen in Sanssouci (1852), Abreise König Wilhelms I. zur Armee am 31. Juli 1870 (1871) und Eisenwalzwerk (1875).
Im zweiten Ausstellungsgeschoss werden Werke der Romantik, des Realismus und Impressionismus gezeigt. Hierzu gehören Arbeiten von Carl Spitzweg, Arnold Böcklin, Hans von Marées und Anselm Feuerbach. Hinzu kommen Werke des französischen Impressionismus wie Im Wintergarten, Landhaus in Rueil und Der Fliederstrauß von Édouard Manet, Die Kirche Saint-Germain-l’Auxerrois, Häuser in Argenteuil, Ansicht von Vétheuil und Wiese in Bezons von Claude Monet, Im Sommer von Pierre-Auguste Renoir, Die Unterhaltung von Edgar Degas sowie Bilder und Paul Cézanne. Weiterhin finden sich hier Werke der deutschen Impressionisten von Max Liebermann und Lovis Corinth und die Skulpturen Auguste Rodins.
Im dritten Ausstellungsgeschoss werden Werke der Goethezeit und Romantik gezeigt. Hierzu gehören Werke von Caspar David Friedrich, Karl Friedrich Schinkel, Carl Blechen, der Nazarener (darunter Peter von Cornelius, Friedrich Wilhelm von Schadow und Friedrich Overbeck). Von Johann Gottfried Schadow wird das marmorne Grabmal des Grafen Alexander von der Mark von 1790 ausgestellt, das sich ursprünglich in der Dorotheenstädtischen Kirche befand. Nachdem diese im Zweiten Weltkrieg zerstört worden war, wurde es von deren Gemeinde der Alten Nationalgalerie als Dauerleihgabe überlassen.
2024 gelang es, die Skulptur L’Implorante („Flehende“) von Camille Claudel zu erwerben, die als Teil ihres Hauptwerks in der Zeit von 1893 bis 1899 entstand. Ermöglicht wurde dies durch eine Schenkung sowie die Unterstützung der Ernst von Siemens Kunststiftung. Die Plastik wird zentraler Teil der für 2025 geplanten Ausstellung „Emanzipation von Rodin“ sein.

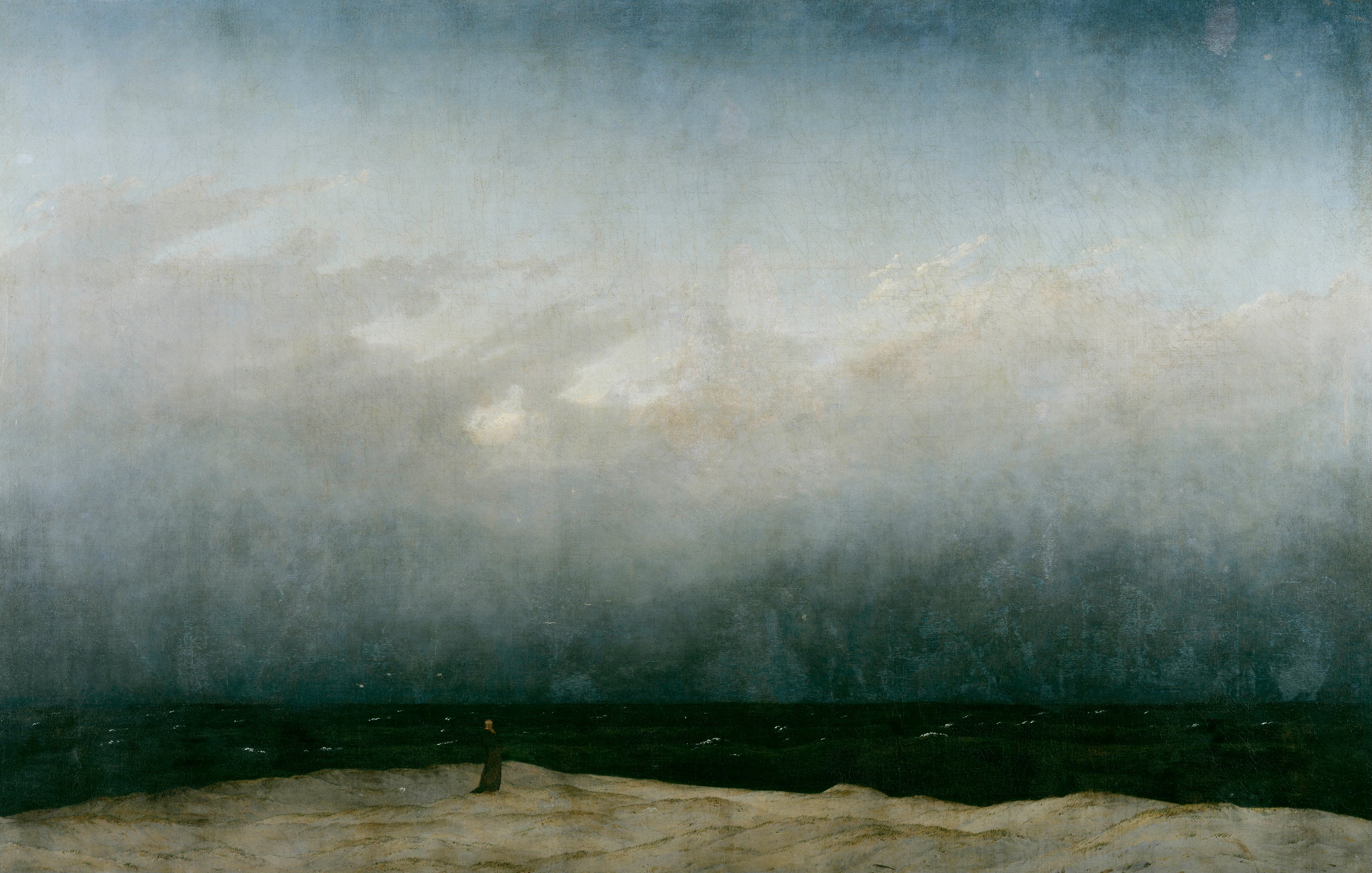
Caspar David Friedrich: Der Mönch am Meer (1808–1810)
Karl Friedrich Schinkel: Gotischer Dom am Wasser (1813)
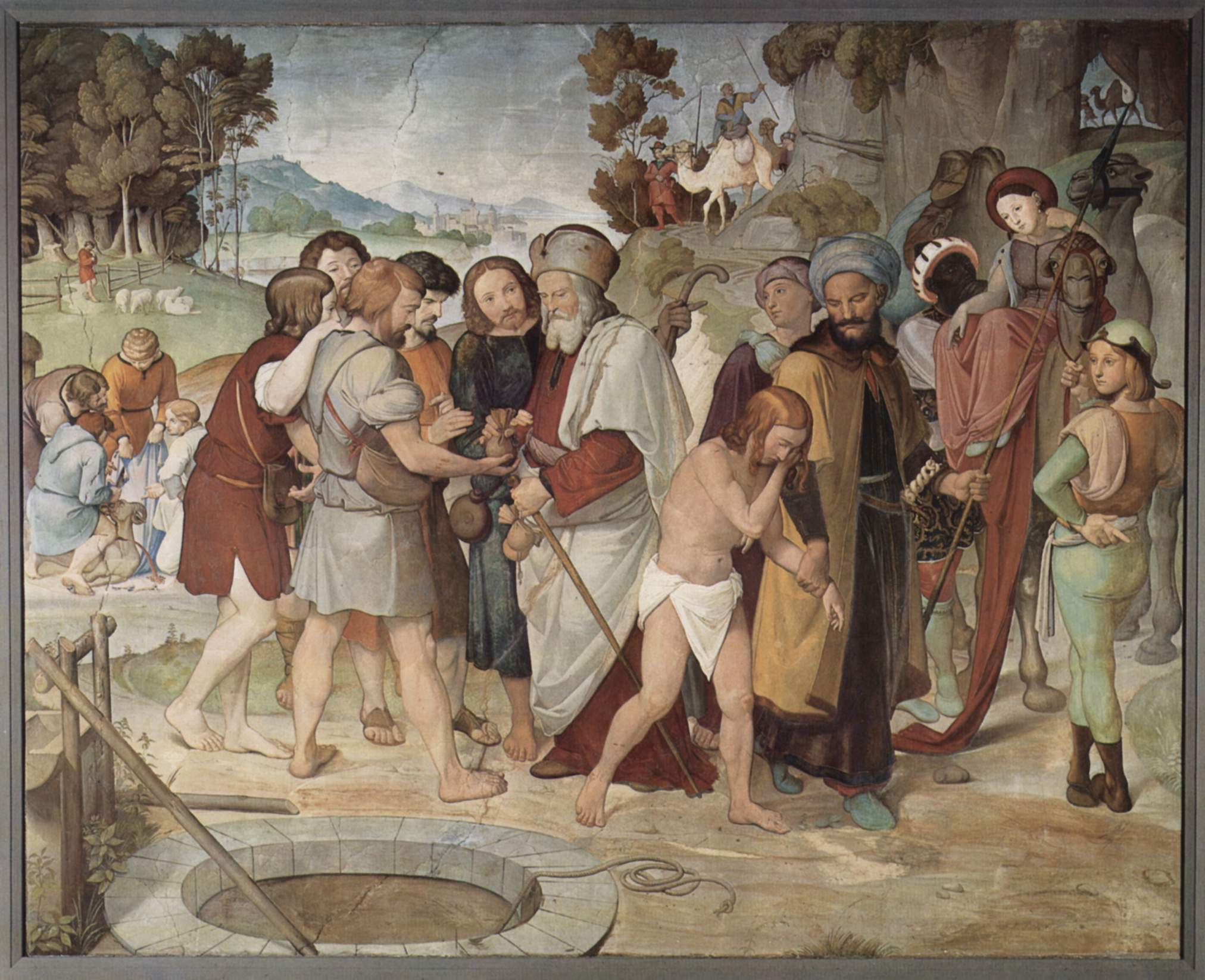
Friedrich Overbeck: Verkauf Josephs an die ägyptischen Händler, Freskenzyklus der Casa Bartholdy (1816–1817)
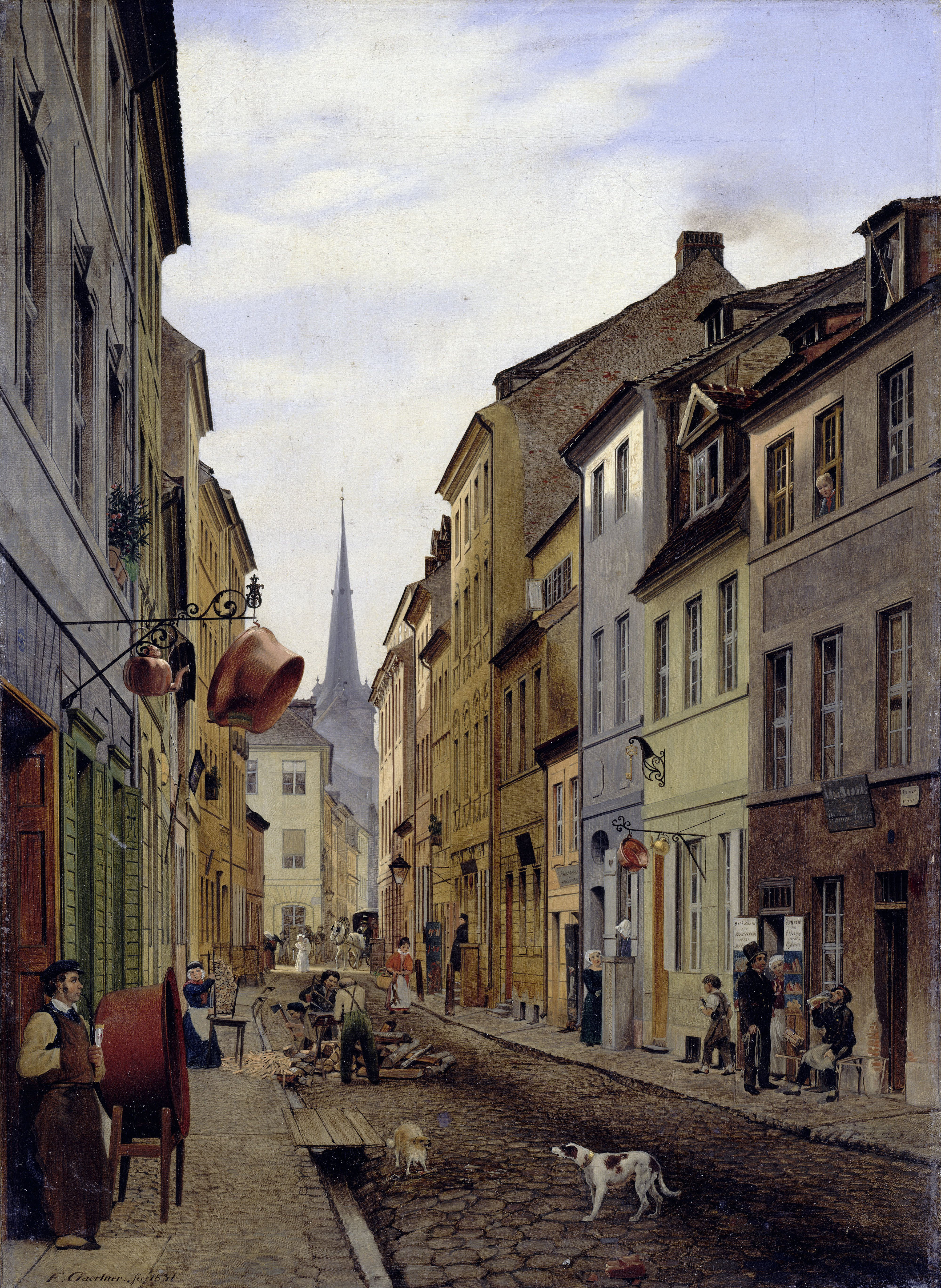
Eduard Gaertner: Kronengasse mit Blick in die Reetzengasse (1831)
Carl Friedrich Lessing: Die Hussitenpredigt (1836)
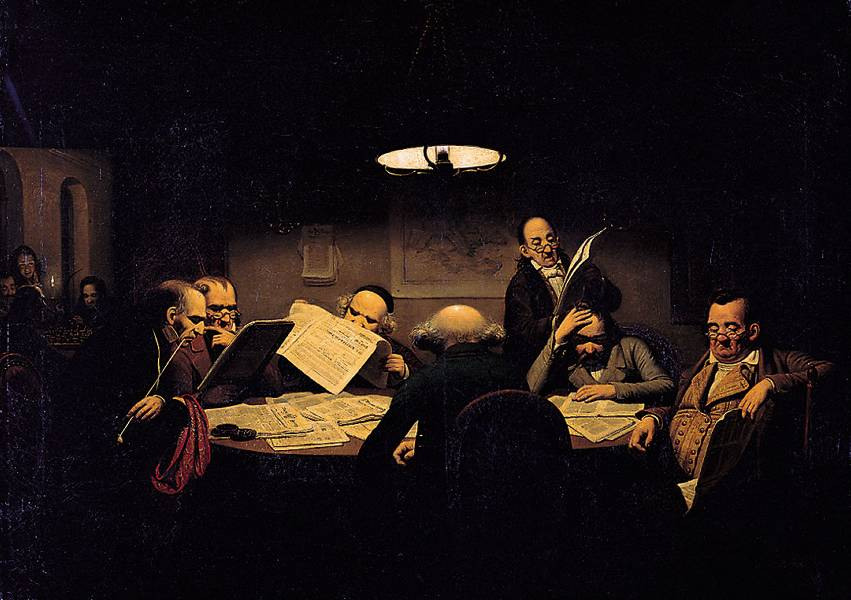
Johann Peter Hasenclever: Das Lesekabinett (1843)
Édouard Manet: Im Wintergarten (1879)
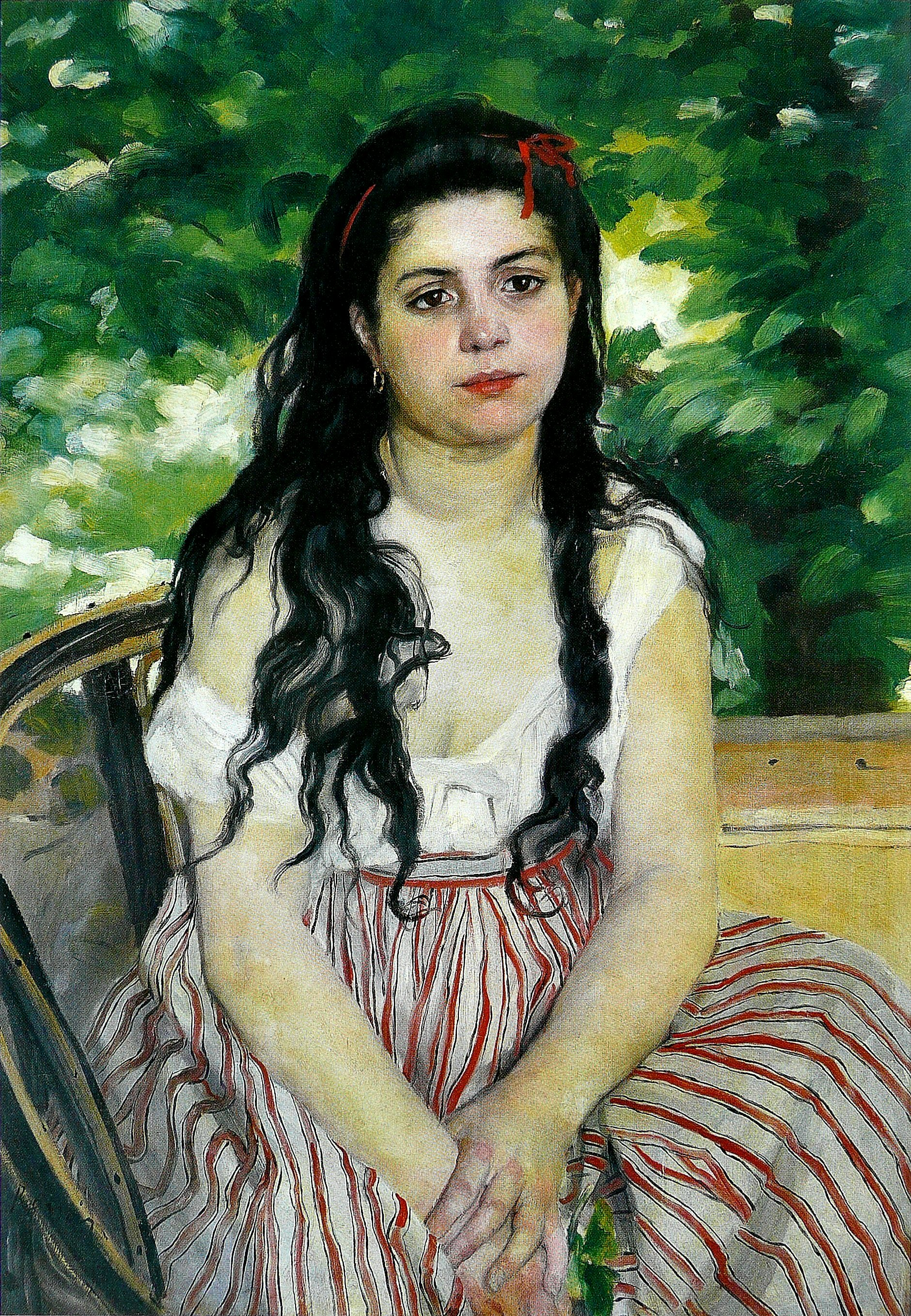
Pierre-Auguste Renoir: Im Sommer (1868)
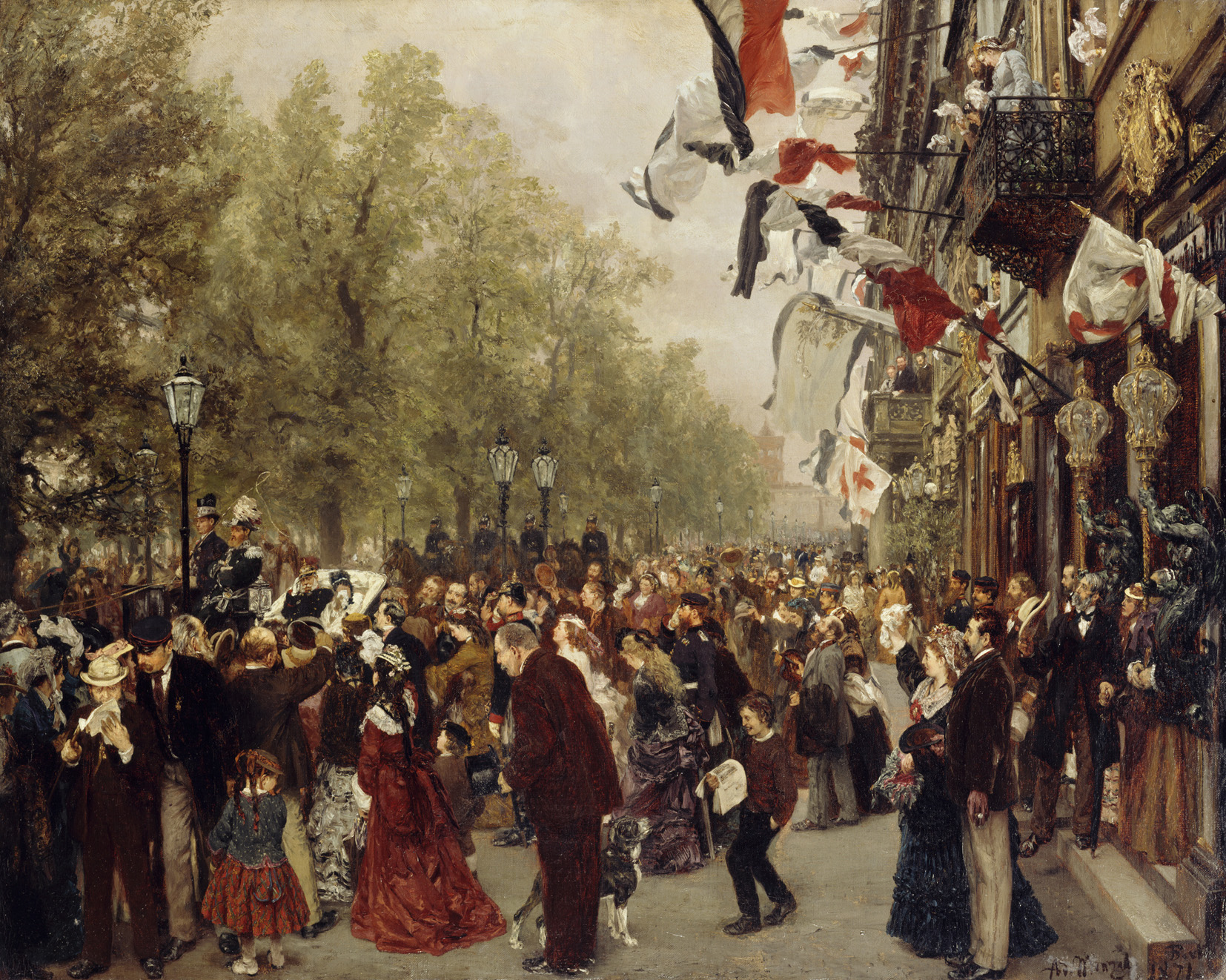
Adolph Menzel: Abreise König Wilhelms I. zur Armee am 31. Juli 1870 (1871)
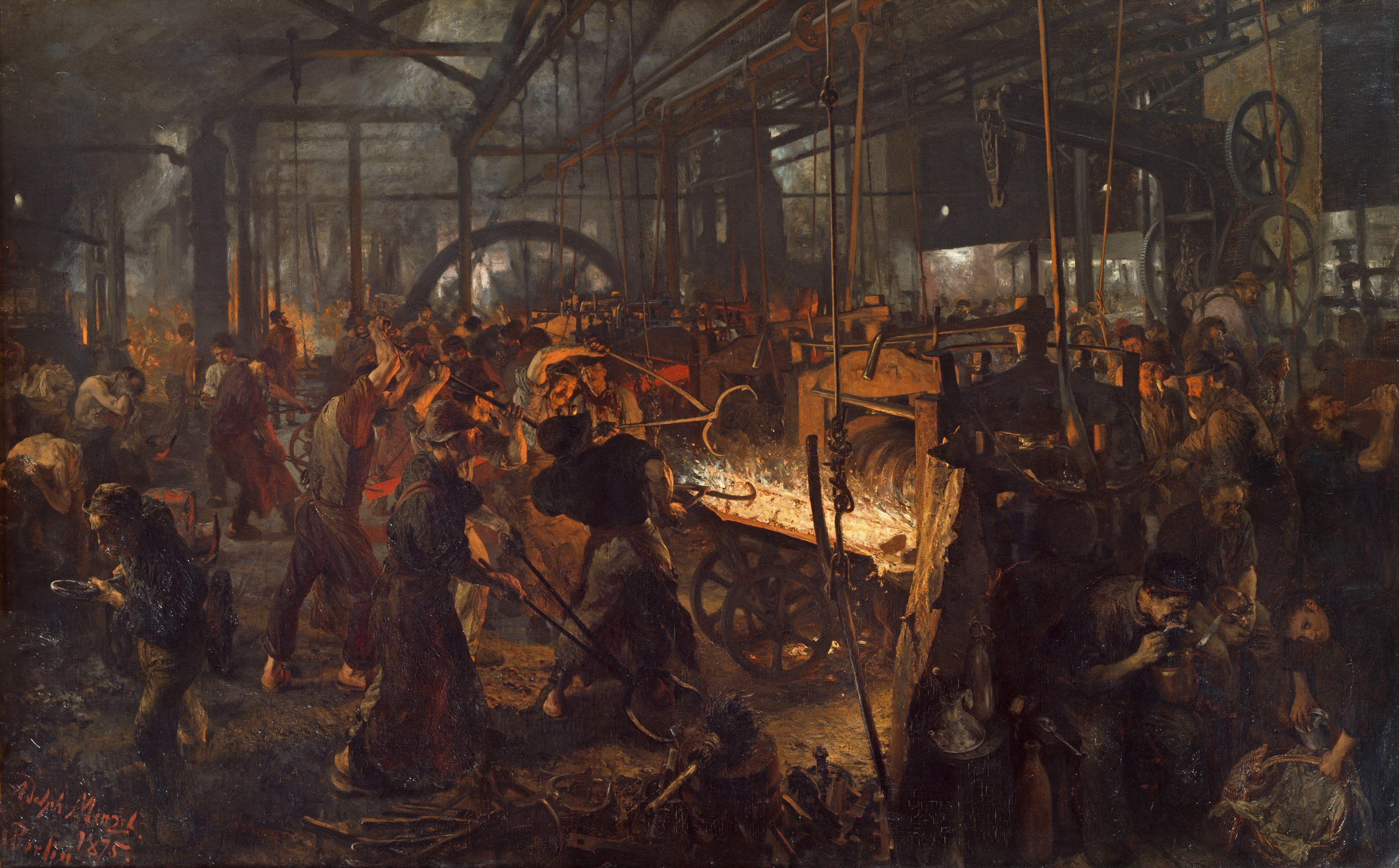
Adolph Menzel: Eisenwalzwerk (1875)
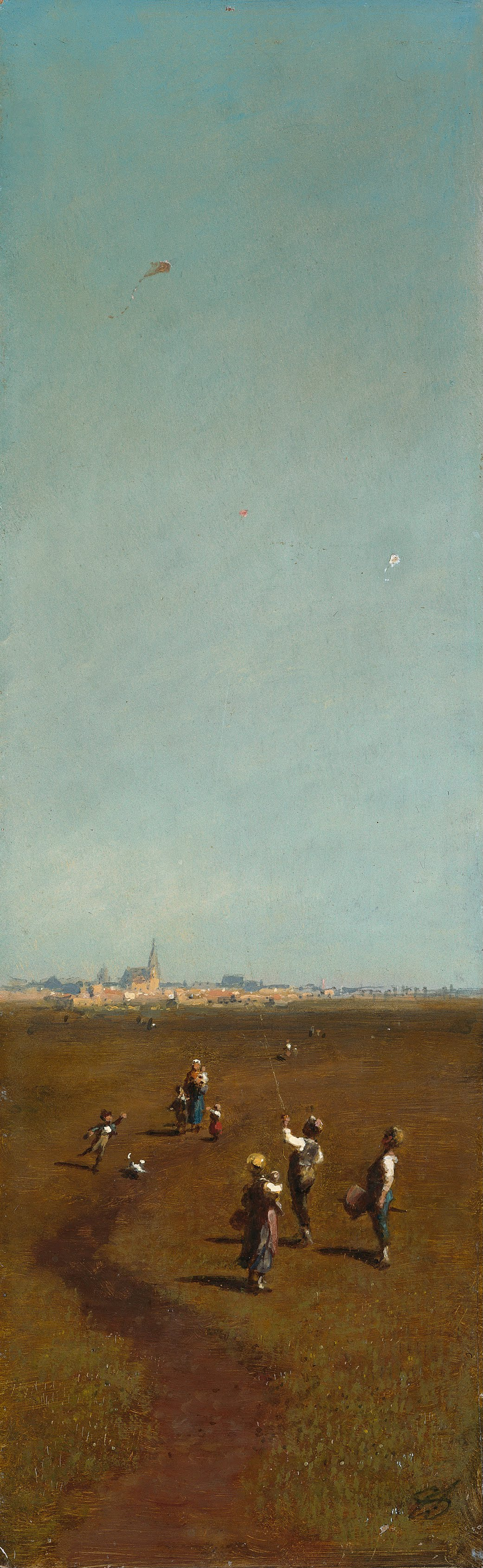
Carl Spitzweg: Drachensteigen (1880–1885)

## Sonderausstellungen
Sonderausstellungen der Alten Nationalgalerie ziehen häufig über 100.000 Besucher an, zuletzt Wanderlust. Von Caspar David Friedrich bis Auguste Renoir (2018), Gustave Caillebotte. Maler und Mäzen des Impressionismus (2019). und Kampf um Sichtbarkeit. Künstlerinnen der Nationalgalerie vor 1919 (2019) Mit 245.694 Besuchern war die Ausstellung Impressionismus – Expressionismus. Kunstwende im Jahr 2015 die erfolgreichste Schau, die jemals in der Alten Nationalgalerie veranstaltet wurde. 2019 beschritt die Alte Nationalgalerie mit dem digitalen Vermittlungsangebot Mit dem Mönch am Meer neue Wege: Die Besucher konnten eines der Schlüsselwerke der Sammlung, den Mönch am Meer von Caspar David Friedrich, über eine Virtual-Reality-Anwendung erleben.

## Multaka: Treffpunkt Museum
Seit 2015 finden unter dem Titel „Multaka – Treffpunkt Museum“ Führungen zur Vermittlung von kunstgeschichtlichen Zusammenhängen für Arabisch und Persisch sprechende Besucher in Berliner Museen statt. „Multaka“ (arabisch: Treffpunkt) steht dabei als Bezeichnung für den pädagogisch vermittelten Austausch verschiedener kultureller und historischer Erfahrungen von Geflüchteten und anderen Besuchern aus Ländern des Vorderen Orients mit den Ausstellungen in Berliner Museen. Dabei vermittelt der interkulturelle Dialog mit den Besuchern deren jeweilige Sichtweisen auf die historischen Zusammenhänge der Kulturobjekte und darüber hinaus auf das eigene Verständnis vom kulturellen Erbe ihres Heimatlandes. Seit Ende 2023 ist auch die Alte Nationalgalerie an diesen interkulturellen Führungen beteiligt.